# Albrecht af Mecklenburg
Albrecht af Mecklenburg (født ca. 1338, død marts 1412) var konge af Sverige 1363-1389 og hertug af Mecklenburg fra 1384. Han var søn af hertug Albrecht 2. af Mecklenburg og Eufemia Eriksdatter, søster til kong Magnus Eriksson. Han blev gift i 1365 med Richardis (d. tidl. 1377) og i 1396 med Agnes, datter af hertug Magnus af Braunschweig.
Da utilfredsheden i Sverige førte til afsættelse af Magnus Smek og hans søn Håkon, blev Albrecht valgt til konge og kronet i Uppsala i 1363. Ved Enköping besejrede han Magnus, der blev sat i fangenskab, som varede indtil 1371, da han opgav sine krav på Sverige. Albrecht lod sig lede af sin kloge far, men vakte dog snart de svenske stormænds misfornøjelse, og efterhånden tog de det meste af magten fra ham.
Da den mægtige drost Bo Jonsson, der havde over halvdelen af riget som len, døde i 1386, gjorde Albrecht et fortvivlet forsøg på gøre sin kongelige myndighed gældende. Stormændene indkaldte nu Dronning Margrete, og i Slaget ved Åsle tæt ved Falköping led Albrecht i 1389 et totalt nederlag. Både han og hans søn Erik blev taget til fange, og hele Sverige på nær Stockholm svigtede ham. Dér fik de tyske borgere magten ved det skændige overfald på svenskerne, der kaldes Käpplingemordet.
Fra Mecklenburg, hvor Albrecht var blevet hertug efter sin ældre broder Henriks død i 1384, sendte man hjælp, og desuden blev Rostock og Wismar udgangspunktet for kapere, vitaliebrødrene, der gjorde hele Østersøen usikker. De andre Hansestæder greb nu mæglende ind, og ved forliget på Lindholmen slot i 1395 fik Albrecht sin frihed, dog kun på nogle vilkår, der gjorde, at Stockholm 3 år efter kom i Margretes hænder. Af sit svenske herredømme havde Albrecht nu kun øen Gotland tilbage, og den pantsatte han til Den Tyske Orden. Senere overdrog han dog denne ret til Erik af Pommern i 1405. Derefter levede han roligt i sit hertugdømme, hvor han døde i 1412.